# Moisés Caicedo
Moisés Isaac Caicedo Corozo (n. 2 noiembrie 2001, Santo Domingo, Ecuador) este un fotbalist profesionist ecuadorian, care joacă în prezent ca mijlocaș defensiv la clubul din Premier League Chelsea și la echipa națională a Ecuadorului.

## Biografie
Născut în Santo Domingo, cel mai mic dintre cei zece frați, Caicedo avea să joace fotbal pe terenurile de tufă din orașul său natal, cartierul Mujer Trabajadora, unde golurile erau marcate de mormane de pietre. În copilărie, l-a întâlnit pe antrenorul local de fotbal Iván Guerra, care l-a ajutat pe Caicedo și familia sa plătindu-i ghetele de fotbal, călătoriile și mâncarea. 

## Cariera pe echipe

### Început de carieră
Caicedo a fost invitat să joace primul său fotbal organizat la școala de fotbal Mujer Trabajadora și a jucat acolo între cinci și doisprezece ani. Echipa juca adesea în meciuri din cantonul Santo Domingo, iar Caicedo a câștigat o convocare la un XI regional selectat. Inițial ca atacant, Caicedo s-a transformat ulterior în mijlocaș și s-a alăturat echipei locale Colorados Jaipadida la vârsta de treisprezece ani, un afiliat al clubului profesionist ESPOLI.
În urma unor performanțe impresionante cu Jaipadida, a fost invitat să se antreneze cu ESPOLI. Cu toate acestea, în urma retrogradării lui ESPOLI, egalitatea cu Jaipadida a fost întreruptă, iar Caicedo a rămas fără o cale directă către fotbalul profesionist. Directorul Jaipadida, Darwin Castillo, l-a trimis pe Caicedo în judecată cu partea profesionistă Mushuc Runa, dar după ce nu a putut să plătească pentru mâncare sau masă, procesul s-a încheiat după o săptămână. Un proces ulterior cu Barcelona la Guayaquil s-ar dovedi, de asemenea, nereușit.

### Independiente del Valle
În 2016, unul dintre frații săi l-a adus la Independiente del Valle din Serie A din Ecuador pentru probe, pe care le-a trecut cu succes. După ce a suferit o ruptură de ligament încrucișat la genunchi în 2017, a avut nevoie de o serie de intervenții chirurgicale și a fost absent pentru un total de zece luni. Caicedo și-a revenit după accidentare, iar după sosirea sa la club pentru a conduce echipa sub 18 ani în 2019, managerul Yuri Solano a declarat că atletismul lui Caicedo „l-a diferențiat de restul la acel moment”.

### Brighton & Hove Albion

#### 2021: Transfer și primele apariții
La 1 februarie 2021, Caicedo s-a alăturat echipei engleze Brighton & Hove Albion într-un contract de patru ani și jumătate, pentru o sumă de transfer nedezvăluită. La 10 februarie 2021, Caicedo și-a făcut prima apariție cu prima echipă a lui Brighton în înfrângerea cu 1-0 în deplasare împotriva lui Leicester City în FA Cup, dar a rămas pe banca de rezerve.

#### 2021–2022: Beerschot (împrumut)
În ultima zi a perioadei de transfer, 31 august 2021, Caicedo s-a alăturat lui Beerschot din Prima Ligă a Belgiei cu un împrumut pe un sezon. A marcat primul său gol la a șaptea apariție, în ultimele minute ale meciului pentru a aduce toate cele trei puncte în victoria cu 2-0 pe teren propriu împotriva lui Genk. Pe 12 ianuarie 2022, din cauza lipsei de mijlocași centrali la Brighton, Caicedo a fost rechemat din împrumut și s-a întors în Anglia.

#### 2022–2023

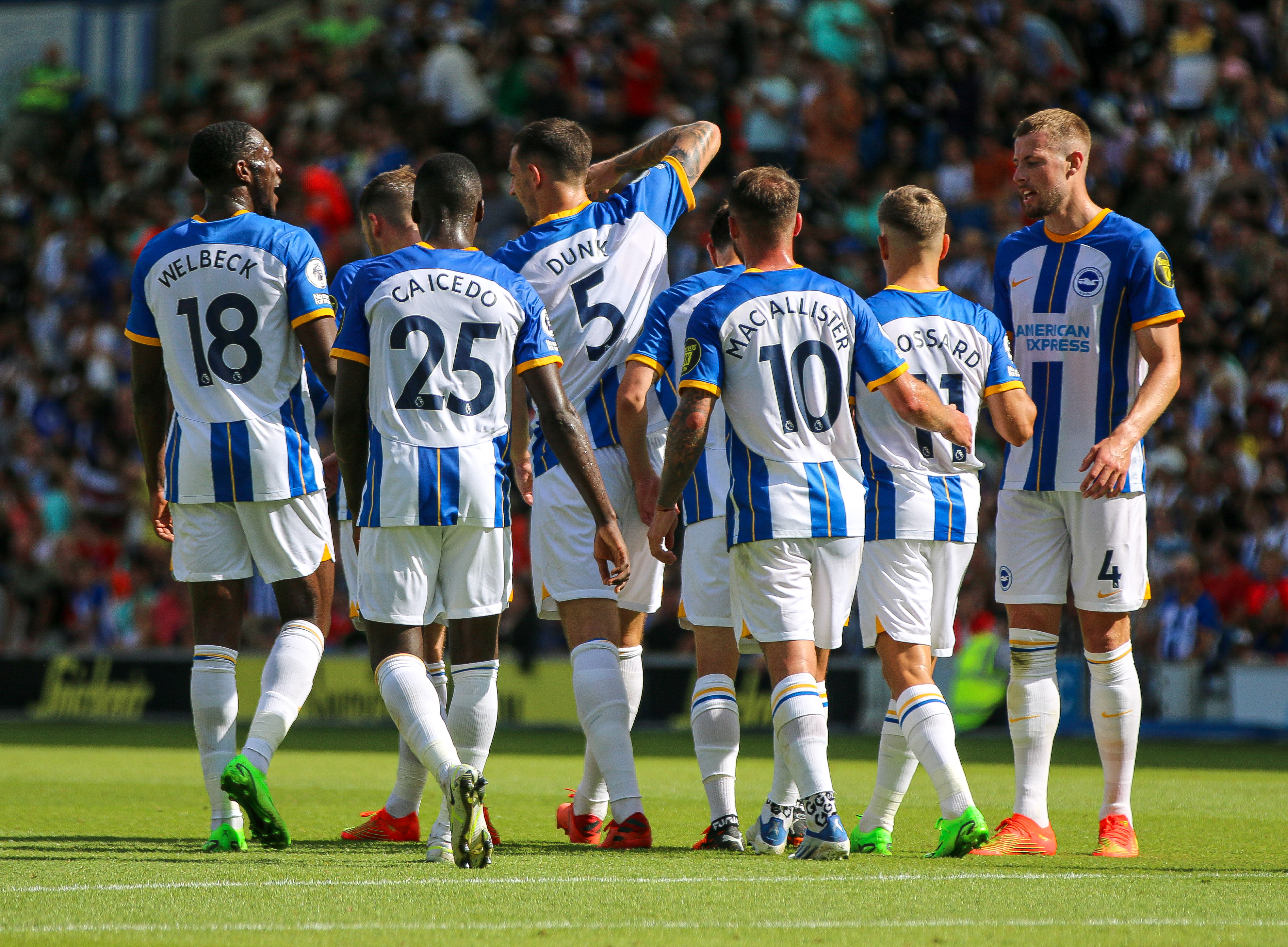
Caicedo (purtand numărul 25) cu colegii săi jucând pentru Brighton într-un meci de presezon împotriva lui Espanyol, pe 30 iulie 2022.

Imediat la întoarcerea în Sussex, a fost inclus pe bancă, unde a rămas pentru remiza 1–1 pe teren propriu împotriva rivalilor de la Crystal Palace pe 15 ianuarie. A făcut prima sa apariție de la întoarcere și a doua la general pentru Albion, intrând de pe bancă în înfrângerea cu 3-1 în deplasarea de la Tottenham Hotspur în turul al patrulea de FA Cup, pe 5 februarie. Caicedo și-a făcut debutul în Premier League pe 9 aprilie, începând și asistând la golul lui Enock Mwepu în victoria cu 2-1 în deplasare împotriva lui Arsenal. A marcat primul său gol pentru Albion pe 7 mai, deschizând scorul într-o victorie cu 4-0 în fața lui Manchester United, cu o lovitură de la 25 de metri în minutul 15.
La 27 iunie 2023, a fost raportat că Brighton a respins o ofertă de la Chelsea în valoare de 80 de milioane de lire sterline pentru Caicedo. La 21 iulie 2023, de Zerbi a declarat că va „începe sezonul următor cu Caicedo în… capul [lui] în primul 11”. La 10 august 2023, a fost raportat că Liverpool a ajuns la o înțelegere cu Brighton asupra unei sume de 111 milioane de lire sterline pentru Caicedo, care a fost confirmată de managerul lui Liverpool, Jürgen Klopp, o zi mai târziu. Cu toate acestea, la 12 august 2023, a fost raportat că Chelsea a fost de acord cu o ofertă mai mare pentru Caicedo, oferind suma de 115 milioane de lire sterline Brightonului, inclusiv suplimente.

### Chelsea
Caicedo s-a alăturat lui Chelsea pe 14 august 2023, semnând un contract pe opt ani, cu opțiunea de prelungire cu un an. Deși suma nu a fost dezvăluită oficial, sa raportat că valoarea inițială a fost de 100 de milioane de lire sterline, plus 15 milioane în diferite variabile legate de performanță. BBC Sport raportează că suplimentele se bazează în mare parte pe apariții și Brighton se așteaptă să primească întreaga sumă „într-o perioadă scurtă de timp”. Odată cu întâmplarea acestor variabile, Caicedo va doborî recordul britanic al sumei de transfer plătite pentru un jucător.

## Cariera la națională
Caicedo a debutat pentru echipa națională de seniori a Ecuadorului într-o înfrângere 1–0 la Cupa Mondială FIFA 2022 în fața Argentinei, pe 9 octombrie 2020. A marcat primul gol într-o victorie cu 4–2 pe teren propriu împotriva Uruguayului, pe 13 octombrie 2020, pe Estadio Rodrigo Paz Delgado.
Pe 14 noiembrie, Caicedo a fost inclus în echipa de 26 de jucători ai Ecuadorului pentru Cupa Mondială FIFA 2022, alături de coechipieri de la Brighton, Pervis Estupiñán și Jeremy Sarmiento. În ultimul meci din grupă împotriva Senegalului din 29 noiembrie, Caicedo a marcat egalarea care ar fi condus Ecuadorul în optimile de finală. Cu toate acestea, Kalidou Koulibaly a marcat pentru Senegal trei minute mai târziu pentru a-și recăpăta conducerea și a-i trimite pe africani.

## Palmares
Independiente U20
- Copa Libertadores U-20 : 2020

Independiente del Valle
- Vice-campion Recopa Sudamericana: 2020

Chelsea
- UEFA Conference League: 2024–25[30]
- Finalist EFL Cup: 2023–24[31]

Titluri individuale
- Jucătorul Sezonului la Brighton & Hove Albion: 2022–23[32]
- Golul Sezonului la Chelsea: 2023–24[33]
- Jucătorul Sezonului la Chelsea: 2024–25[34]
- Jucătorul Sezonului ales de coechipieri la Chelsea: 2024–25[34]